# Albert Schmidt (écrivain)
Pour les articles homonymes, voir Albert Schmidt et Schmidt.
Albert Schmidt est un poète dramaturge fribourgeois originaire de Chamoson en Valais, né le 29 mai 1913, à La Verrerie dans le canton de Fribourg et mort à Bulle en mars 1977 des suites d'une longue maladie.

## Biographie
Cadet d'une nombreuse famille, fils d'Antoine Schmidt (1862-1958), il fit ses études primaires à La Verrerie. Il commença à travailler très jeune, car il perdit sa mère Louise (née Boiston, 1878-1932) à l'âge de dix-neuf ans. À vingt ans, il fut reporter à L'Écho illustré, à Genève. Entre 1940 et 1945 il effectua plus de trois ans de service en tant que caporal au sein de l'Armée suisse durant la Seconde Guerre mondiale. Au long de 27 ans, il travailla par la suite en tant que secrétaire de la préfecture de Bulle tout en continuant son travail d'écrivain et journaliste.
Autodidacte, il devint collaborateur régulier du quotidien romand La Liberté de Fribourg, ainsi que pour le journal La Gruyère. Albert Schmidt fut un conservateur des coutumes et légendes et a cherché à développer la littérature régionale de Gruyères et de Fribourg. Il a collaboré avec de nombreux artistes fribourgeois tels que l'abbé Bovet, Georges Aeby et son fils Teddy Aeby.
Poète-dramaturge, il composa une vingtaine de pièces de théâtre, qui sont souvent reprises en Gruyère.
Albert Schmidt fut membre de la Société des Écrivains Suisses dès 1947, il fut ensuite membre de la Société des Auteurs Dramatiques, puis président de la Société Fribourgeoise des Écrivains. Il publia des recueils de poèmes et un roman ce qui lui permit d'accéder à la présidence de l'Académie Internationale de Lutèce, à Paris. Il obtint deux médailles d'or et une d'argent pour son œuvre Arc-en-Ciel.

## Œuvres

### Poésie
- Guillaume Tell
- Voluptés calmes
- Le cantique antérieur
- Symphonie rustique
- Arc-en-ciel, Éditions Du Grand Pont, Lausanne, 1973, 85 pages.

### Théâtre
- Les braconniers, drame gruyérien
- La grande coraule, festival
- La dame de cœur, drame policier
- Joseph vendu par ses frères, pièce biblique, 1952, (cf http://www.tutti.ch/fribourg/Joseph_vendu_par_ses_freres_1160852.htm)
- La fille du Maître Guillaume, comédie en un acte
- La drame de l'Epennettaz, drame en quatre actes
- Jehan l’Éclopé, 1952, pièce en huit tableaux
- Le gué de la mort, drame en quatre actes
- Le creux de l'Enfer, diablerie en quatre actes
- Le Roi Hérode, drame en cinq actes
- Symphonie rustique: La Gruyère. La vierge. Le rêve, Bulle, chez l'auteur, 1947, 215x150mm, 77 pages, broché, couverture de M.Staub.

### Romans
- L'expiation
- Les Griffes du diable, Éditions de Saint-Paul, Fribourg, 1967, 283 pages, avec dessins de Teddy Aeby)